# YOSHIKI SUPERSTAR PROJECT X
YOSHIKI SUPERSTAR PROJECT X（ヨシキ・スーパースター・プロジェクト・エックス）は、YOSHIKIと日本テレビがタッグを組んで日本から世界に通用する次世代のボーイズグループを生み出す日本テレビの二本のドキュメンタリー番組。第一期はグループ結成までを追いかけるオーディション番組として2022年に放送。第二期は、YOSHIKIプロデュース「XY」に新メンバー・手越祐也が加入する前代未聞の新プロジェクトの全貌を描く新番組として2024年に「YOSHIKI SUPERSTAR PROJECT X SEASON2」を放送。両番組ともにHuluがオンデマンド配信を行っている。

## YOSHIKI SUPERSTAR PROJECT X Season1

### プロジェクトの概要
このプロジェクトは日テレがYOSHIKIにオファーを出したところ、「日本のアーティストの挑戦に貢献したい。」とYOSHIKIが快諾したことから始まった。
プロジェクトの発表
2月27日、日テレ「行列のできる相談所」の放送内において、日テレ側からのオファーをYOSHIKIが快諾し、ボーイズグループオーディションプロジェクト「YOSHIKI SUPERSTAR PROJECT X」を始動させることを発表した。このオーディションで目指すのは「世界へ勝負を挑む、ジャンルにとらわれない“最強のボーイズグループ”」であると語った。
プロジェクトが求めるもの
「奇抜でなくてもいい、ファッショナブルでエッジのきいた『ジャンルレスのグループ』」というキーワードが出てくる一方で、「世界で勝負するには“最強”のグループでなければならず、“情熱”や“努力”も当たり前です。その上で、プラスアルファ何か輝くものがあるかどうか。その才能やオーラを見抜く自信はあります。」とYOSHIKIはコメントした。

### オーディションの概要

#### 実際のエントリー受付内容
審査内容
[1次審査] 書類/動画選考
[2次審査] 実技選考（歌唱・ダンス・楽器演奏・自己PR）※課題曲あり
東京0002022年5月5日（木・祝）
福岡0002022年5月15日（日）
仙台0002022年5月21日（土）
神戸0002022年5月28日（土）
東京0002022年6月5日（日）
名古屋 2022年6月11日（土）
札幌0002022年6月19日（日）
大阪0002022年6月25日（土）
応募期間
応募条件
- ボーイズグループとしての活躍を目指す方
- 国籍不問
- 1次審査以降の審査に参加できる方
- 審査過程において、テレビ・WEB・その他メディアに出演が可能な方
- メンバー候補生に選ばれた方は育成合宿がございますので、そちらに参加可能な方

#### ゲスト審査員
- kazuki (s**t kingz)（ダンサー・振付師）
- 小木“Poggy”基史（ファッションキュレーター）
- サラ・ブライトマン（ソプラノ歌手）
- 鹿野淳（音楽ジャーナリスト）
- ジーン・シモンズ (KISS)
- TAKAHIRO（ダンサー・振付師）
- 武尊（格闘家）
- ティファニー・ゴドイ（「VOGUE JAPAN」編集長）
- トラヴィス・ペイン（ダンサー・振付師）
- ナカザワコウイチ（フォトグラファー）
- 仲宗根梨乃（ダンスエンターテイナー）
- 難波章浩 (Hi-STANDARD)
- HYDE (L'Arc〜en〜Ciel)
- HANA（ダンサー）
- マーティ・フリードマン（ミュージシャン）
- 横山裕章（音楽プロデューサー）
- りょんりょん（ボーカルメンター）
- ロジャー・ラブ（ボーカルコーチ）

### プロジェクトの経過

#### 2022年

##### huluでの番組配信前
2月27日、日テレ「行列のできる相談所」に出演したYOSHIKIがボーイズグループオーディションプロジェクト「YOSHIKI SUPERSTAR PROJECT X」を始動させることを発表した。この日、公式サイトや公式SNS各種をはじめ、Huluの内容をダイジェストでまとめたものを無料視聴できる公式YouTubeも立ち上げられ、その5日後の3月1日からオーディションの募集を開始した。その模様は情報番組「スッキリ」や「行列のできる相談所」で随時放送し、動画配信サービス「Hulu」でも配信する予定とした。
募集締め切り日の3月31日に「YOSHIKI CHANNEL」で行われた生配信でYOSHIKIと日本テレビスタッフがオンラインミーティングを行う中、事務局に応募や問い合わせが殺到している状況を受けてYOSHIKIが追加募集を提案し、これを受けて4月11日から改めて複数メンバーでの応募も可能にするなどして5月20日までの追加募集を開始した。さらに生配信の中でYOSHIKIはデビューするグループの構想を「『ダンス＆ボーカルグループ』と『バンド』の2つになると思う」「現段階ではデビューは年明けから春くらいを想定。デビューの舞台もちゃんと用意したいと思っている」と明かした。
また、7月2日時点でYOSHIKIが出演した日テレの音楽特番「THE MUSIC DAY」の楽屋にオーディション参加者の丸尾隼（まるお・はやと）ら3人を呼び出して対面審査の合格を言い渡していることが判明している。
9月20日、日テレ「スッキリ」のコーナーにおいて「YOSHIKI SUPERSTAR PROJECT X」のゲスト審査員18名を発表し、その1週間後の27日、同番組にフランスから生電話で出演したYOSHIKIは、Huluの第1回の番組配信を前に、20名の合格者がいることを明かし、その合格者の顔を隠したビジュアルをあわせて公開した。

##### huluでの番組配信が開始
10月4日、スッキリに生出演したYOSHIKIは、バンドの体制は4人組ロックバンドであることや、Huluでの第1回の配信において詳細が不明な合格者20名のうち、丸尾隼（まるお・はやと）ら2名が合格したことを正式に発表した。さらに10月18日、同番組の特集コーナーにおいてバンドメンバー枠のうちギターの坂元快利（さかもと・かいり）と、ベースの古野達識（ふるの・たつし）の2名が合格したことを発表し、10月25日の放送では大学の費用を稼ぐために歌舞伎町でホストとして働いて、わずか1年で月の売り上げが1000万円を超す売れっ子になったカルマと、歌手としての経験があり、有名ブランドのショーや広告、バラエティー番組にも出演歴のあるYOSHIの合格を発表した。11月1日の放送では、大阪から上京して活動していたドラマーの村上恭平（むらかみ・きょうへい）が合格したことを発表し、これで4人組ロックバンドのメンバーが全員決まった。続けて11月5日のHuluでの番組配信ではボーイズグループのうち、西垣 道隆（にしがき・みちたか）、藤岡 孝成（ふじおか・こうせい）、河野 翼（こうの・つばさ）ら5名の合格を発表し、これまでにバンドメンバー4名とボーイズグループメンバー16名のあわせて計20名の対面審査における合格者紹介が終わった。

##### 合格者の急逝
11月6日、バンドボーカルの合格者であるYOSHIが5日未明に急逝したことを所属事務所が発表した。バンドメンバーと今後の活動についての打ち合わせをして帰宅する途中に事故が起きたという。これにより、11月12日のHuluでの番組配信は休止になり、オーディションの今後についての協議が行われたが、YOSHIの母はプロジェクトについて「YOSHIがバンドメンバーと実現を夢見た“世界に通用するバンド”、そして“曲の完成”をYOSHIKIさんと新たなボーカリストと一緒に形にしていただき、そこに魂としてYOSHIを参加させてください。ずっとこのプロジェクトを応援したいと思います」とコメントした。年内のデビューを予定していたというが、YOSHIKIは15日にプロジェクトを継続することを発表し、18日から12月20日まで新しいボーカリストの募集を開始、翌19日からはHuluでの番組配信も再開された。

##### 音楽特番への出演
YOSHIKIオーディション初の特番「リアルゴールドX/Y presents YOSHIKI SUPERSTAR PROJECT X オーディションの全貌SP!!」が12月18日に日テレで放送され、YOSHIを含むバンドメンバーらがLAで武者修行する様子など、今までHuluで配信してきた内容を再編集して放送した。そしてこの放送日、オーディション通過メンバーたちが日テレの音楽特番「発表！今年イチバン聴いた歌 年間ミュージックアワード2022」に出演して、YOSHIKIが作詞作曲したオーディションの課題曲「XY」を披露することを発表した。12月27日、スッキリにYOSHIKIとオーディション通過メンバー11名が生出演し、YOSHIKIはこのグループの形態について「バンドとダンスボーカルが一体となり、アメーバのように様々な形に形態を変化させるボーイズグループ」と語った。そして翌28日、同番組が生放送され、YOSHIの父母が会場で見守る中、オーディション審査員のYOSHIKI、TAKAHIRO、kazuki、そしてオーディション通過メンバー11名はYOSHIを追悼するパフォーマンスを披露した。

#### 2023年
2月17日、Huluでの新エピソードの配信は25日から再開される、と発表。これに先駆けて18日から26日までの9日間、この新エピソードを分割したものを公式YouTubeから毎日先行配信することになった。すると状況は一気に変わり、22日にYOSHIKIは自身の公式ツイッターからボーカリストが当月中に決定することを予告。さらに24日、前年12月末に音楽特番で披露したパフォーマンスを「XY feat.YOSHI」として音源化し、26日にデジタルリリースすることを突如発表した。そして翌25日からは約2か月ぶりにHuluでの配信も再開され、まずは前年12月末に出演した音楽特番での舞台裏の様子が特集された。だが27日、スッキリの公式ツイッターは翌28日にYOSHIKIがスッキリの火曜日コーナー「WEニュース」に生出演し、公式YouTube等から最終審査の模様と結果が配信されるよりも前に、「決定したデビューメンバーによるパフォーマンスを生披露する」と発表した。当日は26日に行われたばかりの最終審査の一部が放送され、2名が脱落して13人のメンバー構成になったことが判明する。グループ名は「XY」に決定し、元々の構想通り、「ダンス&ボーカル」と「バンド」の2つのグループが別々に活動したり、2つのグループ間でメンバーが入れ替わったり、同時にパフォーマンスを披露することもあるという。また、4日後の3月4日に東京・代々木第一体育館で行われる「第36回 マイナビ 東京ガールズコレクション2023 SPRING/SUMMER」に楽器隊のkyohey、FURUTATSU、KAIRIを除く10人のメンバーが出演し、XYとして初めてパフォーマンスを披露することを明かし、このデビュー日に向けてXYのメンバー・後町和樹（ごちょう・かずき）が、最終審査の2時間後にYOSHIKIとともに制作を開始した未完成の楽曲「Crazy Love」のサビ部分だけをYOSHIKIのピアノ演奏で歌った。
デビュー後のXYについては「XY (2023年の音楽グループ)」を参照

### Huluでの配信エピソード
| エピソード | エピソード                           | 配信日 | 配信日         | 概要 |
| ---------- | ------------------------------------ | ------ | -------------- | --- |
| #1 0       | まさかの「オーディション終了宣言」   | 2022年 | 10月2日（日）  | 丸尾隼が合格                                                                                             |
| #2 0       | 少年との運命的な出会い               | 2022年 | 10月8日（土）  | 対面審査の開始                                                                                           |
| #3 0       | 波乱のLA、ロサンゼルス審査           | 2022年 | 10月15日（土） | ドラムの村上恭平が合格                                                                                   |
| #4 0       | 運は強引に引っ張ってくるもの         | 2022年 | 10月22日（土） | ギターの坂本快利とベースの古野達識が合格                                                                 |
| #5 0       | 最初から謝っておきます               | 2022年 | 10月29日（土） | 道木来明、カルマ、P→★、バンドボーカルのYOSHIらが合格                                                     |
| #6 0       | プラスアルファを求めて               | 2022年 | 11月5日（土）  | 西垣道隆、藤岡孝成らが合格、ダンス＆ボーカルはチーム分けがされ バンドは4人同士が初対面のままメンバー決定 |
| #7 0       | YOSHIというロックスターを忘れない    | 2022年 | 11月19日（土） | バンドメンバー4人のLA合宿                                                                                |
| #8 0       | 前を向いて行きたい                   | 2022年 | 11月26日（土） | ダンス＆ボーカルチームが2チームに分かれ 9日間でダンサーYORITOが振付した課題曲を踊る合同合宿がスタート    |
| #9 0       | なんか凄いものを持っている           | 2022年 | 12月3日（土）  | グループダンス動画審査のためのパフォーマンスを撮影                                                       |
| #10 0      | もし僕が彼だったら24時間毎日努力する | 2022年 | 12月10日（土） | 11月某日、改めてグループのシャッフルを行い、初めてP→★が合流                                              |
| #11 0      | 運命の15秒アピール                   | 2022年 | 12月17日（土） | チームBの合宿、パフォーマンス審査                                                                        |
| #12 0      | ダイヤモンド                         | 2022年 | 12月24日（土） | チームAの合宿、パフォーマンス審査、合格者の発表                                                          |
| #13 0      | 僕らは地上で頑張っている             | 2023年 | 2月25日（土）  | 前年12月末に出演した音楽特番の舞台裏                                                                     |
| #14 0      | 一つ絶対誰にも負けないもの           | 2023年 | 3月4日（土）   | 後町和輝、有薗莞爾、Gai、kiceらのパフォーマンスをYOSHIKIが直接審査                                       |
| #15 0      | 覚醒と衝突…最後の合宿                | 2023年 | 3月11日（土）  | 最終審査に向けた15人での合宿                                                                             |
| #16 0      | その1％に自分はかけたい              | 2023年 | 3月18日（土）  | 最終審査、デビューメンバーの発表                                                                         |

## 作品

### デジタルリリース
- XY feat.YOSHI (2023年2月26日)
- Crazy Love (2023年6月30日)

## メディア

### テレビ番組
- 日テレ「行列のできる相談所」（2022年2月27日）
- 日テレ「リアルゴールドX/Y presents YOSHIKI SUPERSTAR PROJECT X オーディションの全貌SP!!」（2022年12月18日）
- 日テレ「スッキリ」（2022年9月20日-12月27日、2023年2月28日、火曜コーナー「WEニュース」）
- 日テレ「YOSHIKI緊急出演！ 年間ミュージックアワード2022直前SP」（2022年12月28日）
- 日テレ系「発表!今年イチバン聴いた歌|発表！今年イチバン聴いた歌 年間ミュージックアワード2022」（2022年12月28日）

### 配信番組
- YOSHIKI CHANNEL「YOSHIKIオーディション番組 総集編（YOSHIKI×「YOSHIKI SUPERSTAR PROJECT X」選抜メンバー 生出演）」（2022年12月28日）

## スポンサー
コカ・コーラ社「REAL GOLD X/Y」（オフィシャルエナジードリンク）